# Лисогорка (Біжбуляцький район)
Лисого́рка (рос. Лысогорка, башк. Лысогорка) — присілок у складі Біжбуляцького району Башкортостану, Росія. Входить до складу Зіріклинської сільської ради.
Населення — 158 осіб (2010; 175 в 2002).
Національний склад:
- мордва — 76 %